# 国鉄DE50形ディーゼル機関車
国鉄DE50形ディーゼル機関車（こくてつDE50がたディーゼルきかんしゃ）は、1970年（昭和45年）に日本国有鉄道（国鉄）が製造した幹線用液体式ディーゼル機関車である。

## 概要
本形式が開発された1960年代後半当時、国鉄では非電化区間の蒸気機関車を淘汰してディーゼル機関車や気動車で置き換える動力近代化計画の下、幹線用ディーゼル機関車として出力1,100 PS級のディーゼル機関を2基搭載するDD51形が大量増備されていた。
しかし、DD51形は機関と液体変速機を2基搭載していたため、保守に手間と費用がかかっていた。そこで1966年（昭和41年）より山陰本線など、当時「亜幹線」と呼称されていた地方幹線区用として、大出力機関を1基搭載するDD54形の量産が開始されたが、これは精緻かつ複雑な機構を備える西ドイツ製エンジン・変速機のライセンス品を搭載したことなどから十分に使いこなせず、また設計上のミスもあったことから、推進軸落下などの致命的なトラブルが多発し、保守を受け持つ現場では対応に苦慮していた。
そのことに対する反省と、将来的に単機でオーバー3,000 PS級を実現する大出力ディーゼル機関車を求める運用側の意見もあったことなどから、DD51形やDE10形に搭載されているDML61系エンジンの設計を基本として、シリンダーの行程や直径はそのままに、レイアウトをV型12気筒からV型16気筒へ変更、過給器系を改良した出力2,000 PSのディーゼル機関DMP81Zと、これと組み合せて使用する入力1,800 PSの液体式変速機DW7が1969年（昭和44年）に技術課題として開発された。
本形式はこの新型機関・変速機を1セット搭載し、軽量大出力、保守費の軽減、運転操作の容易さなどを目標として、2エンジン構成のDD51形を代替する後継車種を得る目的で開発されたものである。
DD51形1号機の製造を担当した日立製作所笠戸工場においてDE50 1が1970年7月に完成、以後各種試験に充当された。

## 車体

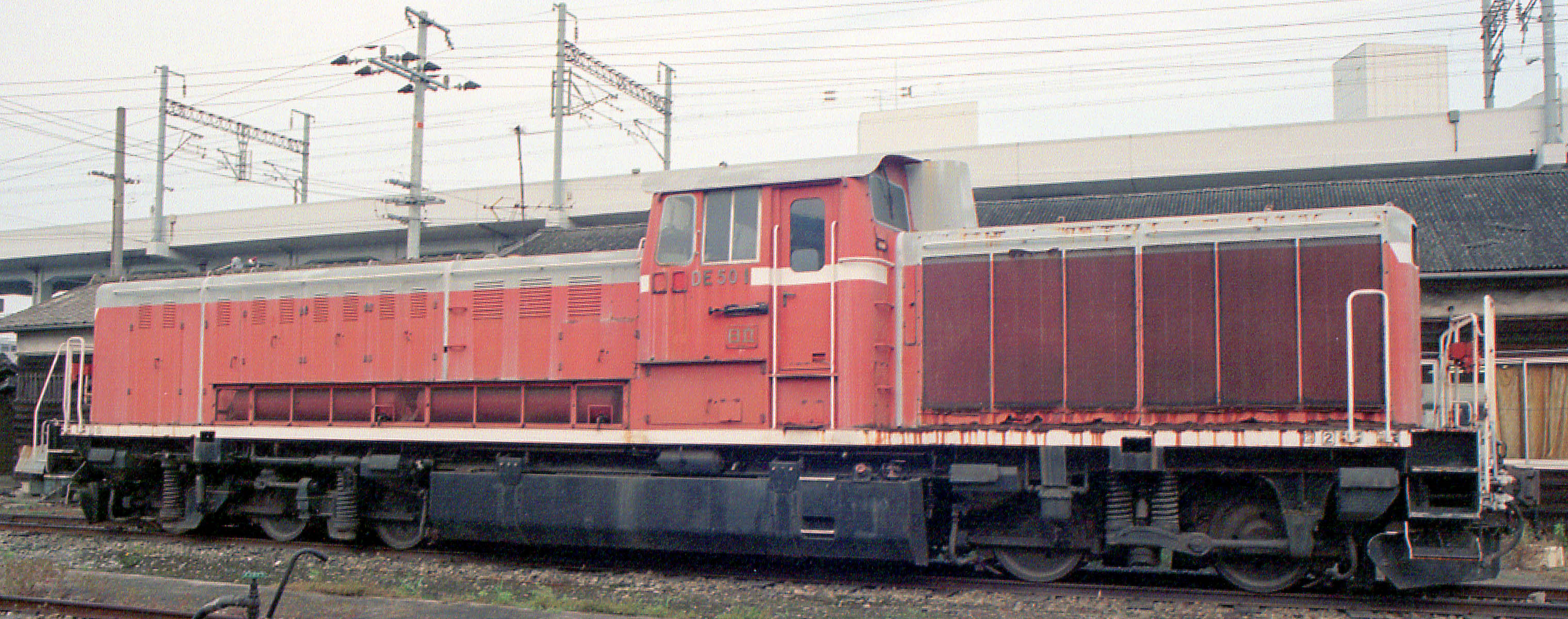
DE50 1の側面。2位側（右側）ボンネットの巨大なラジエーターが目立つ。

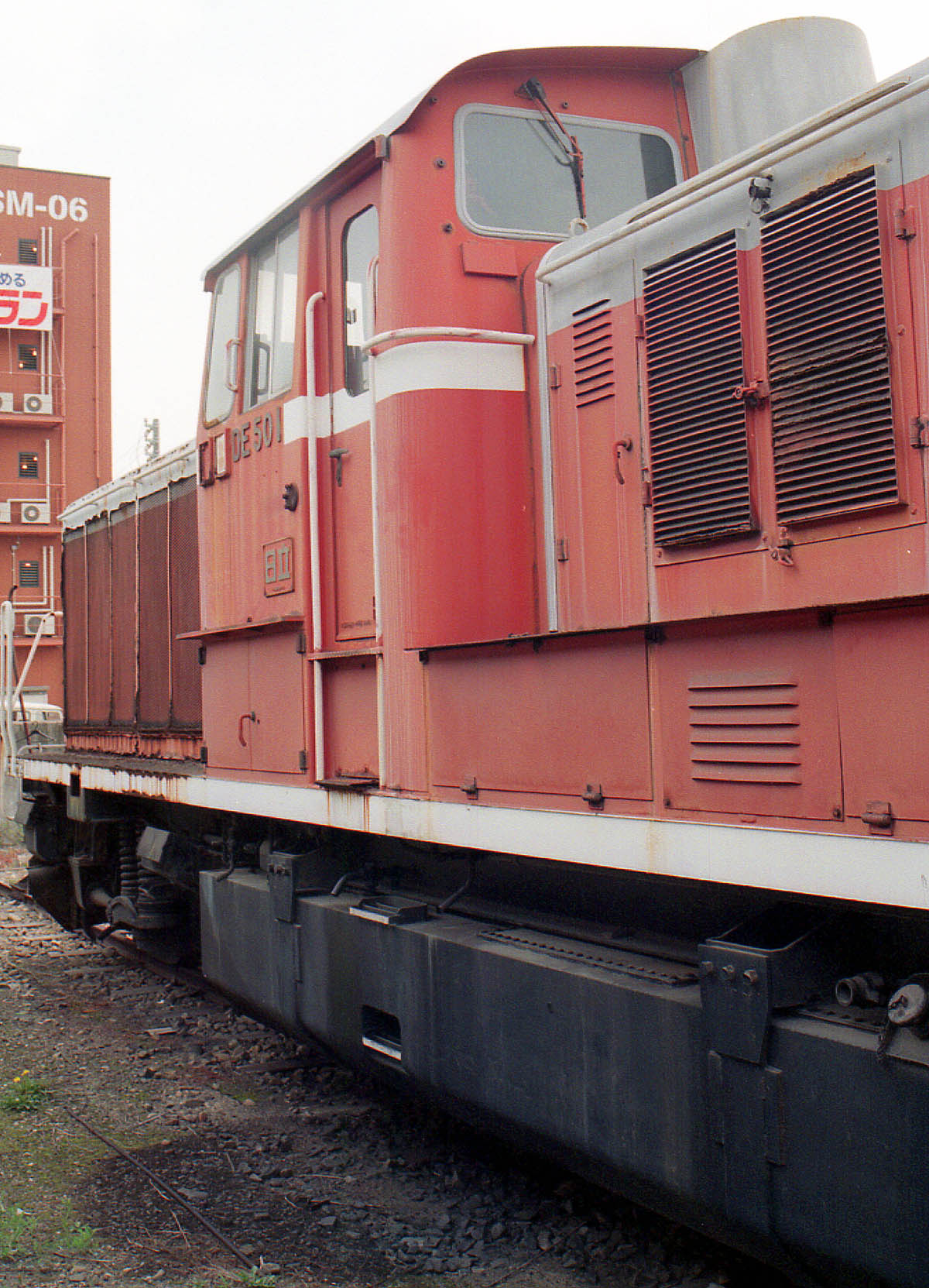
DE50 1の運転台周辺。

※以下、各部機器配置の説明にあっては、ボンネットの長い側を「1位側」短い側を「2位側」と記述する。
車体はDE10形を基本としつつDD51形の特徴を折衷した、セミセンターキャブ構造の凸型である。この車体設計では台枠の軽量化が重点的に実施されており、従来の機関車と比較して単位長あたりの重量が約75 %と大幅に軽量化されている。
DE10形では機関や駆動系と冷却系が1位側ボンネットに集中搭載されていたが、本形式では機関や冷却系の大型化もあり、1位側ボンネットにはエンジン、液体変速機、補機類が収められており、2位側ボンネットには機関の出力向上とハイドロダイナミックブレーキ装備による放熱量増大に対応した大型ラジエーターや水タンク、2基の強制冷却ファンなどが設置される分散配置構造としている。
なお、本機は貨物列車および固定編成客車牽引用として計画されており、在来形客車による旅客列車の牽引は想定外であったため、SG（暖房用蒸気発生装置）は搭載していない。また、DE10形とは異なり、本線での高速貨物列車牽引が主目的であったため、運転台の構造は入換用途に配慮したDE10形のように線路と平行に位置したものではなく、DD51形のように枕木と平行に位置したレイアウトになっており、運転台部分の外観形状もDD51形の当該部分からSG搭載スペースの部分をカットして前後に縮めたようなデザインにまとめられている。

## 主要機器

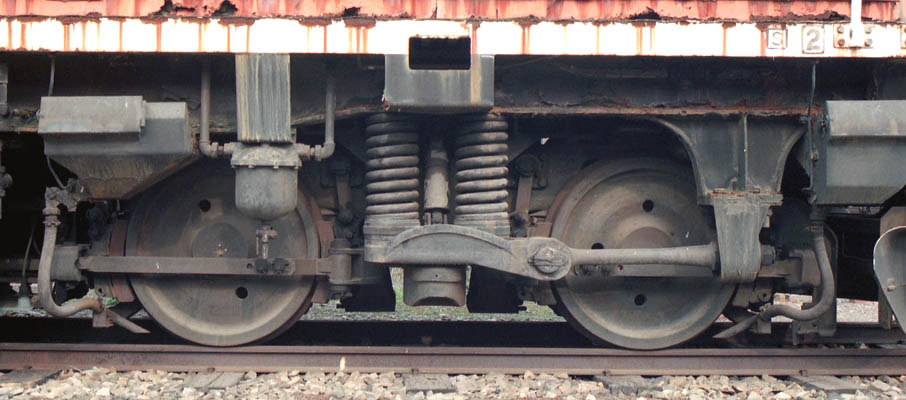
DT131形台車

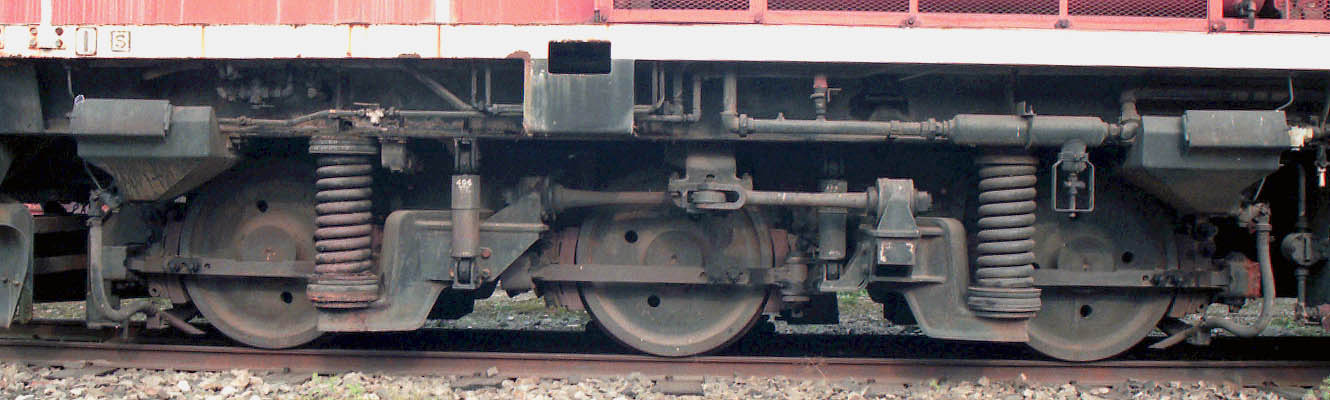
DT140形台車

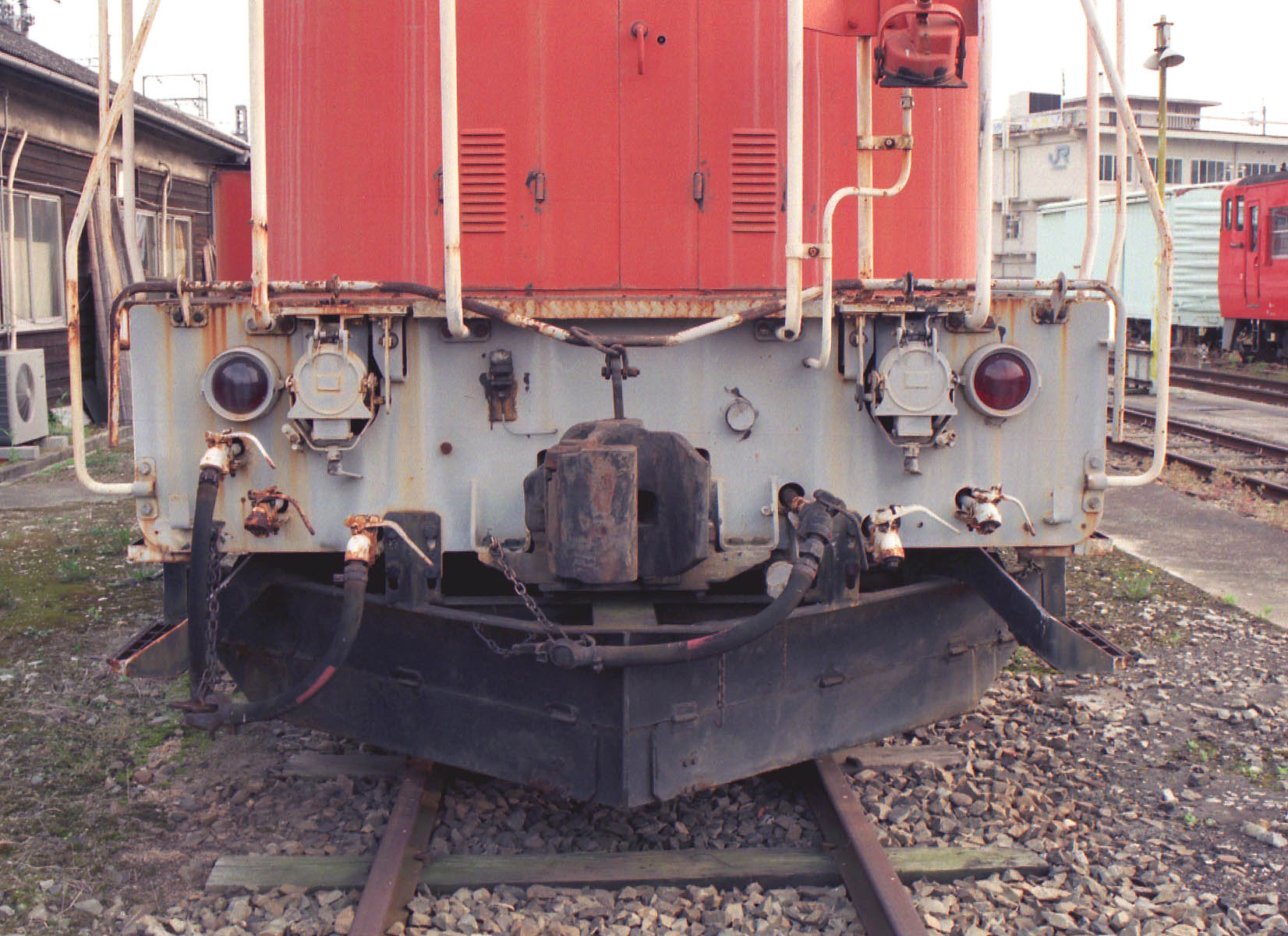
DE50 1の1位側端梁周辺。釣り合い引き通し管や元空気溜管、ジャンパ連結器などが搭載されており、重連総括制御を可能としている。

### 機関・変速機・冷却システム
機関として、連続定格出力2,000 PS / 1,500 rpmのDMP81Zディーゼルエンジンを1位側ボンネット内に1基搭載する。
この機関はDD13形用のDMF31系エンジンに端を発する国鉄機関車用副燃焼室式中速ディーゼル機関の最終進化形態となった機種であり、基本的にはDML61ZBのシリンダーブロックを組み替えて4気筒増設したV型16気筒とし、さらに過給器系の見直し・強化で2,000 PSを実現したものであった。したがって消耗部品の多くはDML61系、ひいてはその原型となったDMF31S系とも互換性があり、保守や部品補給の面で有利と見なされていた。
このDMP81Zからの出力を受け止める液体式変速機は、DD51形等で実績のある充排油式のDW2Aを改良して、1速時2段4要素、2.3速時1段4要素を自動的に切り替えられるように設計され、吸収馬力1,440 PS相当（計画値）のハイドロダイナミックブレーキ機構のための流体継手を内蔵した、DW7が新たに設計された。
これらの組み合わせによる引張特性はDD51形に近い値となっており、摩擦係数0.3の場合の最大引張力は約21,000 kgfを公称した。
また、この大出力機関やハイドロダイナミックブレーキから発生する熱を放散する冷却システムは、その排熱量の過大さもあってアルミ製のEX7A形が主回路用29本、吸気冷却器用9本で合計38本分だけ、前述の通り2位側ボンネットに集約搭載された。これは2位側ボンネットの運転台直前に置かれた容量600リットルの水タンクから供給される冷却水を用いる水冷式で、全長約3.5 mにも及ぶ大型のラジエーターパネルをボンネットの左右側面に配し、DW7からユニバーサルジョイントで導かれた動力で駆動される2基の大径ファンによって強制通風することで冷却を行うものである。

### 台車・ブレーキ
台車については、強力な機関出力を効率よく利用するため、また各動軸の軸重を乙線規格に対応する14 tの範囲に収めるため、DE10形で成功を収めた軸配列AAA-Bの5動軸構成が採用された。
もっとも、2軸台車はDE10形などと共通のDT131形が採用されたが、3軸台車についてはDE10形での使用実績や、その後の技術開発の成果を採り入れて設計変更が行われ、当時DE10形用として量産されていたDT132A形を基本に、各部構造を合理化したDT140形が採用された。
ブレーキ系は基本的にはDE10形と共通のセルフラップ式ブレーキ弁と三圧力式制御弁によるDL15B系を一部改良した自動空気ブレーキを常用するが、DD51形等とも単独ブレーキ弁操作を含む重連総括制御が可能なよう、読替装置やジャンパ栓、それに釣り合い引き通し管が装備されている。また、上述の通り、液体式変速機にハイドロダイナミックブレーキ機構を追加してあり、下り連続勾配区間での抑速制動用として制輪子摩耗の減少が期待された。

## 運用

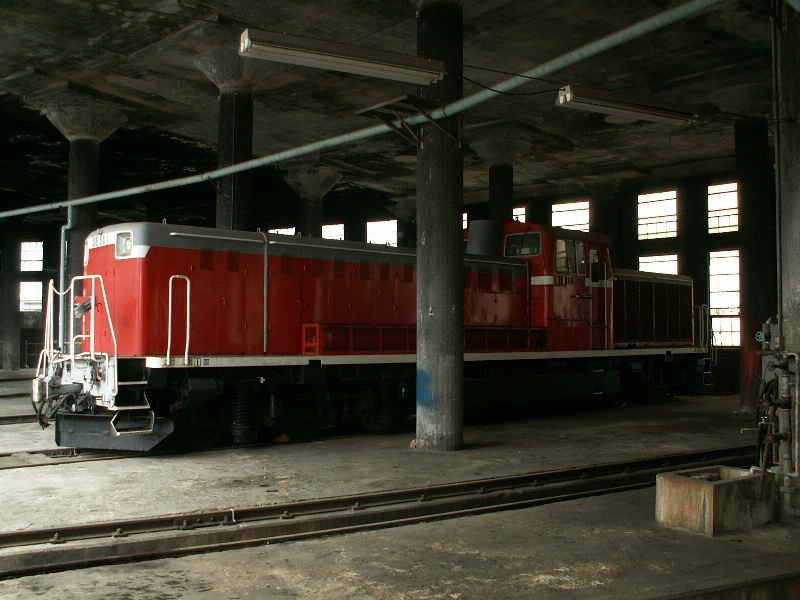
旧津山機関区の扇形庫で保管中のDE50 1

1両だけ製造された試作車の番号が「901」ではなく「1」と付番されたことでも判るとおり、これは量産にあたっての問題点の洗い出しが目的の量産先行試作車であり、DD51形と同様、試験結果が良好であればそのまま量産に移行する予定であった。
この1号機は新造直後の1970年7月21日に稲沢第一機関区へ配属されて、1970年8月～9月に性能試験、また1971年2月に冬季性能試験を長野工場で実施した。あわせて貨物列車の牽引にも試用された。
1971年（昭和46年）11月20日に岡山機関区へ転属の措置が取られ、以後は設計段階での導入想定線区の一つであった伯備線で試用された。
本形式は意欲的な設計であったが、落成後に起きたオイルショックによる投入予定各線区の急速な電化計画の進展で幹線用大型ディーゼル機関車の需要が減少したことと、先行形式であるDD51形で問題となっていたエンジン保守面の不具合やコストが1968年度にDML81Zの基本となったDML61ZBエンジン（連続定格出力1,350 PS / 1,500 rpm）の開発で大幅に改善される目処が立ったこと、それに収支悪化などを背景として国鉄本社が保守コスト増大の原因となる機関車の形式数を減らす方針に転換したことなどから、以後の幹線・亜幹線用ディーゼル機関車の増備は性能の安定したDD51形に一本化されることとなり、本形式やその発展型各形式の開発・量産計画は全て中止された。
唯一製造された1号機は、量産計画の中止後もしばらく、ハイドロダイナミックブレーキの効果が期待できる伯備線でDD51形と共通の本線運用が続けられていたが、運用中に故障が発生して走行不能となったことをきっかけとして休車とされた。その後は廃車されずに岡山機関区構内で長期にわたり留置され続けた。
10年以上に渡る長い休車の末、国鉄分割民営化直前の1986年（昭和61年）5月26日付で廃車となったが、分割民営化で岡山機関区が日本貨物鉄道（JR貨物）の所有に帰したため、西日本旅客鉄道（JR西日本）に継承された同機は、岡山駅東側の岡山気動車区に移動され、以後、10年以上に渡ってそこで保管されていた。
2011年（平成23年）からは津山線津山駅に隣接する岡山気動車区津山気動車センター敷地内にある、旧津山機関区・扇形機関車庫に移設され、2016年からは同車庫を中心に開館した、津山まなびの鉄道館にて一般公開されている。